# Lijssenthoek katonai temető
A Lijssenthoek katonai temető (Lijssenthoek Military Cemetery) a Nemzetközösség harmadik legnagyobb első világháborús sírkertje, amely a belgiumi Poperinge közelében található. A Tyne Cot katonai temető után ez a második legnagyobb hasonló sírkert Belgiumban, 10 785-en nyugszanak benne. Sir Reginald Blomfield és Arthur James Scott Hutton tervezte.

## Története
A háború alatt Lijssenthoek az Antant-csapatok bázisait az Ypres környéki frontokkal összekötő kommunikációs vonalon feküdt. Elhelyezkedése miatt ideális helyszín volt a sérültek ápolására. A temetőt először a francia 15. Hopital D’Evacuation használta 1915 júniusában. 1918. április-augusztusban az állomást hátrébb kellett helyezni a német előrenyomulás miatt, helyét a visszavonuló tábori kórházak vették át.
A temetőben 9901 nemzetközösségi katona nyugszik, közülük 24-et nem sikerült azonosítani. Az azonosított katonák közül 7366 brit, 1131 ausztrál, 1058 kanadai, 291 új-zélandi, 28 dél-afrikai, három indiai volt. Nyolcszáznyolcvanhárom sírba más nemzetiségű katonákat temettek, többségük francia és német, 11 közülük ismeretlen. Egy sírban nem első világháborús elesett földi maradványai nyugszanak. A háború után más helyekről exhumált földi maradványokat temettek Lijssenthoekbe.
A temetőben nyugszik Frederick Harold Tubb ausztrál gyalogos őrnagy, akit Viktória Kereszttel tüntettek ki a Gallipoli-félszigeten, a Lone Pine elnevezésű magaslatért folytatott csatában tanúsított magatartása miatt. Az ütközetben megsérült, de visszatért a frontra. 1917. szeptember 20-án baráti tűzben vesztette életét a Polygon-erdő közelében, miközben századával német géppuskafészkeket támadott.
2023 óta az első világháború temetői és emlékhelyei részeként a világörökséghez tartozik.